# Маршрутная улица (Казань)
Маршрутная улица (тат. Маршрут урамы, Marşrut uramı) — улица в Кировском районе Казани.

## География
Начинаясь от Горьковского шоссе, пересекает улицы Телецентра и 40 лет Октября и заканчивается пересечением с улицей Пархоменко. Ближайшие параллельные улицы — Глазовская и Можайского.

## История
Улица возникла во второй половине 1950-х годов под названием 4-я Окольная и была застроена малоэтажными сталинками, и, в начале нечётной стороны, — щитовыми бараками треста «Татсельстрой» (снесены в середине 1970-х); остальные дома также в основном были ведомственными. 14 июня 1961 года улица получила своё современное название.
В начале 2020-х один дом на улице был снесён как аварийный, а в конце улицы были построены 9-10 этажные дома; при постройке одного из них было снесено недостроенное здание, предназначавшееся для центра дополнительного образования «Заречье».
С момента возникновения улицы административно относилась к Кировскому району.

## Объекты
- № 1, 3, 5 — бараки треста «Татсельстрой» (снесены).[2][3]
- № 2/21, 6/10, 9/5, 11/6, 13 — жилые дома порохового завода.[10]
- № 4 — спортивная школа по лыжным гонкам и спортивному ориентированию (ранее ДЮСШ № 7; в советское время в здании находился ясли-сад № 32).[11]
- № 7 ― отделение № 3 Республиканского клинического кожно-венерологического диспансера.
- № 10/8 — в этом доме располагался противотуберкулёзный диспансер.[11]

## Транспорт
Общественный транспорт по улице не ходит. Ближайшие остановки общественного транспорта — «Можайского» и «Травмпункт Кировского района» (автобус).